# モンサント法
モンサント法 (Monsanto process) とは、有機合成分野においてメタノールを触媒によってカルボニル化させることで酢酸を製造する化学プロセスである。1960年にドイツの化学メーカーであるBASFによって開発されたが、開発当初は700 atm、300°Cという過酷な反応条件が必要であった。1966年にアメリカのバイオ化学メーカーであるモンサントによって改善され、30から60 atm、150から200°Cという穏やかな条件で反応を進行させることができるようになった。後に、モンサント法よりも経済的で環境に配慮されたカティバ法がBPケミカルズによって開発され、モンサント法は主要な酢酸製造法の地位をカティバ法に取って代わられた。

## 触媒サイクル
この触媒反応における活性種は cis-[Rh(CO)2I2]− アニオンである。触媒サイクルは6段階になり、上図中央にあたるメタノールがヨウ化メチルに転換する反応とヨウ化アセチルの加水分解による酢酸の生成の2反応にはロジウム触媒は関与しない。まず始めに、cis-[Rh(CO)2I2]− にヨウ化メチルが酸化的付加して八面体形分子構造の[(CH3)Rh(CO)2I3]− が生成する。このアニオンは配位子のCO挿入反応によって速やかにカルボニル基が生成され、5配位のアセチル錯体である [(CH3CO)Rh(CO)I3]− が生成する。この5配位錯体は一酸化炭素と反応して6配位のジカルボニル錯体となり、還元的脱離によってアセチルヨウ素が遊離して再び活性種である cis-[Rh(CO)2I2]− に戻る。遊離したアセチルヨウ素は加水分解して酢酸およびヨウ化水素となり、ヨウ化水素はメタノールと反応して再びヨウ化メチルが生成される。
この反応はヨウ化メチルとロジウム触媒との反応が開始段階であるため、この触媒サイクルの律速段階は触媒へのヨウ化メチルの酸化性付加であると提唱されている。これはヨウ化メチルの炭素がロジウム中心に求核攻撃することで進行すると考えられている。

## イーストマンの無水酢酸プロセス
無水酢酸はモンサント法に影響を受けた酢酸メチルのカルボニル化によって製造されている。
{\displaystyle {\ce {CH3CO2CH3 + CO -> (CH3CO)2O}}}
この反応では、ヨウ化リチウムと酢酸メチルの反応によって酢酸リチウムおよびヨウ化メチルを生成させ、順番にカルボニル化を通じてヨウ化アセチルとなる。ヨウ化アセチルは酢酸塩もしくは酢酸と反応して無水酢酸を与える。この反応では触媒としてヨウ化ロジウムとリチウム塩が利用される。無水酢酸は水系で不安定なため、加水分解を利用するモンサント法とは対照的に無水条件下で反応が行われる。